# Didemnum polare
Didemnum polare är en sjöpungsart som först beskrevs av Hartmeyer 1903.  Didemnum polare ingår i släktet Didemnum och familjen Didemnidae. Inga underarter finns listade i Catalogue of Life.